# Ariadna Gutiérrez
Ariadna María Gutiérrez Arévalo (Sincelejo, 25 dicembre 1993) è una conduttrice televisiva e modella colombiana, incoronata Miss Colombia 2014.

## Vita e carriera
Gutiérrez è nata a Sincelejo, Colombia. A 7 mesi di età i suoi genitori si trasferirono a Barranquilla e studiò alla scuola tedesca di Barranquilla.
Gutiérrez è una studentessa. Prima di essere incoronata Miss Colombia 2014, fu premiata come Senorita Sucre (Miss Sucre Colombia 2014). Attualmente lavora come modella a Sucre, Colombia.

### Miss Colombia 2014
Gutiérrez concorse all'80ª edizione di Miss Colombia 2014 in rappresentanza del Dipartimento di Sucre, vincendo il 17 novembre 2014 a Cartagena de Indias il titolo di Miss Colombia, guadagnando la prima vittoria del dipartimento al concorso. Gutiérrez è cugina di Paulina Vega, Miss Colombia 2013 e Miss Universo 2014.

### Miss Universo 2015
Gutiérrez rappresentò la Colombia a Miss Universo 2015, dove concorse per succedere alla detentrice del titolo, la sua compatriota Paulina Vega. Inizialmente, il presentatore Steve Harvey annunciò Gutiérrez vincitrice di Miss Universo 2015 e Miss Filippine, Pia Wurtzbach, come seconda classificata. Tuttavia, dopo l'incoronazione di Gutièrrez, Harvey fu avvisato dagli organizzatori che avrebbe dovuto annunciare la Colombia come seconda classificata e che Wurtzbach aveva vinto Miss Universo. Vega quindi passò la corona a Pia Alonzo Wurtzbach prima che la trasmissione fosse bruscamente interrotta.

## Filmografia
- xXx - Il ritorno di Xander Cage (xXx: Return of Xander Cage), regia di D. J. Caruso (2017)